# Бьюкенен, Джон (яхтсмен)
Джон Бьюкенен (англ. John Buchanan; 1 января 1884, Шотландия — 25 ноября 1943, Шотландия) — британский яхтсмен, чемпион летних Олимпийских игр 1908 года.
На Играх 1908 года в Лондоне Бьюкенен соревновался в классе 12 м. Его команда выиграла две гонки и в итоге заняла первое место.